# Allerbach (Warme Bode)
Der Allerbach ist ein knapp fünf Kilometer langer, linker Nebenfluss der Warmen Bode im Harz.
Das Quellgebiet des Kleinen Allerbach befindet sich in einem sumpfigen Gehölz in einer Höhe von 560 m ü. NN  und liegt etwa 100 Meter nördlich zur Straßenkreuzung der Kreisstraße K 1353 (Abschnitt Sorge – Elend) mit der Bahnlinie der Harzquerbahn.
Das Quellgebiet des Großen Allerbach befindet sich am Südwesthang des Berges Rauher Jakob (560 m ü. NN), es liegt in einer Höhe von 540 m ü. NN.
Der Bach fließt in östlicher Richtung talwärts.
Bis zu seiner Mündung unmittelbar neben der Landesstraße L 98 (Abschnitt Tanne – Königshütte) bildete der Allerbach die historische Grenze des Amtes Elbingerode. Noch heute befinden sich zahlreiche Grenzsteine links und rechts des Bachufers.